# Kitsune
Kitsune (狐) er det japanske navn for både rød ræv (vulpes vulpes) og polarræv (alopex lagopus). Den røde ræve er inddelt i to underarter i Japan: vulpes vulpes japonica (本土狐, Hondo kitsune, hovedø-ræv) lever på Honshu, den største af de fire hovedøer. På den nordligste ø Hokkaido forekommer underarten vulpes vulpes schrencki (北狐, Kita kitsune, nordræv). Begge underarter spiller en stor rolle i japansk mytologi. De gælder som guddommen Inaris hellige dyr, hvilket kan ses af mange gengivelser, men især de hvide ræve.
Som fortrolige for guddommen Inrai (der selv af og til gengives som ræv) gælder kitsune som lykkebringer, men de har ofte også andre sider i eventyr og legender.

## Oprindelse
Det vides ikke, om kitsune-myterne er en oprindelig del af den japanske kultur, eller de kommer udefra. I Japan kendes de sandsynligvis siden det 5. århundrede før Kristus. I Korea, Kina og Indien kendes lignende myter, men de adskiller sig til tider meget fra hinanden, hvad angår tilskrivningen af egenskaber. I den kinesiske mytologi er den nihalede ræv symbol på vestens dronningemoder, mens den koreanske kumiho i modsætning til den japanske kitsune udelukkende fremstilles som ond. Andre er af den opfattelse, at rævemyterne kan have spredt sig fra Indien til Japan. Ikke desto mindre bliver kitsune bedømt betydeligt mere positivt i Japan end i Korea og Kina, og kun få negative egenskaber er fulgt med. Dette kan skyldes, at mennesker og ræve boede tæt sammen i det tidlige japanske samfund. Derfor indeholder kitsune-myterne også elementer fra den oprindelige japanske kultur.

## Egenskaber og væsen
I mange sagn gengives kitsune som hengeyoukai, væsener med den evne at påtage sig menneskelig skikkelse. I disse sagn optræder en kitsune ofte som en udtalt smuk ung kvinde, der gifter sig med en mand, ofte af virkelig og inderlig kærlighed. Men så snart denne opdager at have giftet sig med en ræv, forsvinder hun for altid og lader ham tilbage med de fælles børn. Kitsune har i det hele taget mange overnaturlige evner. De kan bringe frugtbarhed men også stort uheld. De kan frembringe ild med snuden eller spidsen af halen. De kan påtage sig næsten enhver skikkelse, idet en menneskelig kvinde er den foretrukne. Desuden kan de frembringe illusioner og angiveligt endda flyve eller tage magten over mennesker. Dertil skal man være opmærksom på, at en kitsunes magt stiger med alderen og antallet af haler (højest ni).
Hvad angår kitsunens væsen så er der forskellige oplysninger i kilderne. Rævene der står i Inaris tjeneste anses i almindelighed som gode, og man gør klogt i at holde dem i godt humør gennem bøn og offergaver. De er også i stand til at være taknemlige. I eventyret De taknemlige ræve ofrer to ræveforældre deres barn for at hjælpe en mand, der har brug for en rævelever til sin helbredelse. Historien Mårhundens straffede forræderi viser dog en anden side af kitsune. Her hævner en ung ræv sig på en mårhund, der tog hans mor ved næsen og fik hende dræbt, idet han lokker den direkte ud foran et jagtselskab.